# Josep Gudiol i Ricart
Josep Gudiol i Ricart (Vic, 1904 - Barcelona, 1985) fou historiador de l'art i arquitecte. Era nebot de mossèn Josep Gudiol i Cunill, patriarca de la historiografia artística vigatana i ànima del Museu Episcopal de Vic i fou pare de la pintora Montserrat Gudiol.

## Biografia
Després d'estudiar arquitectura a Barcelona, col·laborà amb l'IEC. Amplià coneixements als Estats Units d'Amèrica (1930-31), on tractà importants hispanistes com Porter, Post o Cook. El 1936 publicà Els vidres catalans a la col·lecció "Monumenta Cataloniae" i, ja en plena guerra civil, la síntesi La pintura gòtica a Catalunya.
Durant la guerra tingué una activíssima tasca de salvament i recuperació del patrimoni artístic amenaçat, tasca que li va valdre, ja amb el franquisme, la retirada del seu títol d'arquitecte i l'exili a França i als Estats Units, on exercí de professor a universitats i museus.
L'any 1931 participa juntament amb Rafael Masó i Valentí en els primers estudis del jaciment arqueològic de la Ciutat ibèrica d'Ullastret aixecant el primer pla topogràfic del jaciment. Es recollí en el setè volum de l'Anuari de l'Institut d'Estudis Catalans.
De nou a Barcelona, el 1941 fundà l'Institut Amatller d'Art Hispànic, seguint la pauta de la Frick Library de Nova York que ell coneixia molt bé, i dirigí la nova etapa de les Galeries Laietanes, des d'on desvetllà la nova generació de pintors catalans d'avantguarda.
El 1964 comprà la masia de Can Palau, a la Garriga (Vallès Oriental),on passà molts estius i caps de setmana amb la seva família.
Com a historiador creà una modèlica col·lecció de llibres sobre l'art hispànic ("Ars Hispaniae"), en la qual col·laboraren els millors especialistes en cada tema i que encara ara és de consulta obligada, i les excel·lents guies artístiques "Aries". La seva obra personal se centrà especialment en l'estructuració de la pintura romànica i gòtica espanyoles. Publicà monografies bàsiques sobre Jaume Huguet (1948, amb Joan Ainaud de Lasarte) i Lluís Borrassà (1953). Més endavant es dedicà a elaborar àmplies monografies sobre grans figures clàssiques de la pintura hispànica: El Greco (1971), Velázquez (1973), Zurbarán (1976, amb Julián Gállego), i molt especialment Francisco de Goya (1970), de qui esdevingué expert reconegut internacionalment.
La seva darrera gran obra va ser Pintura gòtica catalana (1986, amb Santiago Alcolea Blanch), llibre fonamental que recull i documenta el corpus de tota la pintura gòtica catalana coneguda.
Fou membre de la Reial Acadèmia Catalana de Belles Arts de Sant Jordi, on sufragà diverses restauracions del fons artístic de l'entitat, i va ser premiat amb la Creu de Sant Jordi de la Generalitat de Catalunya.
Va ser la figura més representativa de la historiografia artística catalana de la postguerra, i des de l'Institut Amatller exercí un gran mestratge sobre les generacions posteriors.
El 1936, després d'un incendi al monestir de Santa Maria de Sixena perpetrat pels mateixos veïns del poble, Gudiol va arrencar les pintures murals que havien sobreviscut. Aquestes pintures foren restaurades a la Casa Amatller i cedides en dipòsit al MNAC. Les pintures són objecte d'una forta controvèrsia entre la Generalitat de Catalunya i el Govern d'Aragó, arribant a plets judicials per a la resolució de la disputa. El famós expert i màxima autoritat mundial en pintura mural, director de la restauració de la Capella Sixtina Gianluigi Colalucci, afirmà en repetides ocasions i en un informe a petició de la direcció del MNAC, que les pintures eren i són inamovibles en el sentit que reclama el govern d'Aragó. L'Audiència Provincial d'Osca va tornar a declarar a l'octubre de 2020 que aquestes pintures pertanyen de ple dret a Sixena i estan protegides per ser aquest monestir un monument nacional des de 1923. Per això, s'han de tornar a Sixena quan els tribunals decideixin executar la sentència.